# Vasili Kozlov (escultor)
Vasili Vasílievich Kozlov (en ruso: Василий Васильевич Козлов; Vladykino, Provincia de Sarátov, 11 de abril de 1887 - Leningrado, 5 de junio de 1940 fue un escultor y profesor de la Unión Soviética .

## Biografía
Vasili Kozlov nació en el pueblo de Vladikino región de Sarátov en una familia de campesinos. En 1898 se trasladó  con su familia a San Petersburgo, donde empezó a estudiar en la Escuela de Dibujo de la Sociedad por el Fomento de artistas, mientras trabajaba en su taller. Acabada la escuela, durante seis años, trabajó como maestro realizando molduras en las fachadas de los edificios. Los años 1906-1912 asistió como oyente a la Academia Imperial de las Artes, por lo cual no recibió el título oficial de artista. En la Academia, Kozlov conoció a Leopold Augusto Dietrich, con quien más tarde realizó muchos trabajos conjuntos: la realización de máscaras, relieves y otros elementos decorativos para edificios.
Al 1919 se convirtió en presidente del Comité de escultores de Petersburgo, y más tarde fue profesor de la facultad de escultura de la Academia de las Artes. Cuando murió Vasili Kozlov el 5 de junio de 1940, fue enterrado en el cementerio de los Literatos. A su lado, en octubre de 1954, fue enterrado su amigo Dietrich.

## Obras
- Proyecto del monumento a Mijaíl Lérmontov en San Petersburgo (1912), en colaboración con L.A. Dietrich (no realizado).
- Decoración escultórica de la fachada del Banco Industrial y Comercial en Avenida Nevski (San Petersburgo, 1912) Rusia, en colaboración con L.A. Dietrich.
- Monumento a Lenin ante el Instituto Smolny
- Copia del anterior a la plaza de la estación de Vladivostok (1930).
- Monumentos a Iósif Stalin, Serguéi Kírov, Grigori Ordjonikidze, Kliment Voroshílov.
- Monumento a Lenin a Taganrog. Fue instalado en el pedestal del monumento a Pedro I de Rusia (1903) por el escultor Mark Antokolski.
- Escultura del monumento a Lenin en Cheliábinsk (1925).

## Homenaje
Plaza del Arte, 5 San Petersburgo. En la fachada de esta casa, donde él vivió de 1928 a 1940, se encuentra una placa conmemorativa.